# 三陸鉄道キットDreams
三陸鉄道キットDreams（さんりくてつどう キットドリームス）は、岩手県宮古市で活動する草野球チームである。

## 概要
三陸鉄道は、東日本大震災での被災を乗り越え、2014年全線復旧を果たした。その沿線の一つである宮古市では田老地区に2016年春ごろの復旧完成を目指して田老野球場の改修工事が進められている。そこで、この田老野球場の復旧と、野球を通した地域密着活動・三陸地域の活性化・社会復興のシンボルを目指すことをテーマに、2014年11月、三陸鉄道と復興支援キャンペーン「キット、ずっとプロジェクト」で連携を図っている食品メーカーネスレ日本をメインスポンサーに迎え、新チームの結成を計画した。
チームは震災からの復興を推進する三陸鉄道の不屈の闘志と、ネスレ日本のチョコレートウェハース「キットカット」のテーマ「キット、願いかなう。」を絡ませ、地域のスポーツレクリエーションに寄与して被災地の復興に貢献し、草野球日本一のチームを目指して活動する。

## スタッフ
チームのスタッフとして、オーナーに三陸鉄道社長・望月正彦、監督に宮古市市長の山本正徳、更にシアトル・マリナーズ・岩隈久志をゼネラルマネージャーに迎えている。選手は三陸鉄道の社員・関係者のほか、沿線住民の野球愛好家によって編成する。
また、チームのマスコットキャラクターとして、「キン肉マン」（ゆでたまご）のキャラクターである「バッファローマン」を起用する。これは岩手県の特産品「短角牛」にちなむものである。

## 当面の活動
当初は東北地方を中心とした交流試合を開催し、2015年3月には同チームが中心となって草野球チームの交流戦「キット、ずっと杯」を開催することを計画している。また2016年竣工を目指す田老野球場のこけら落としのイベント主催を予定している。